# Padraic Colum
Œuvres principales
- The Saxon Shillin' (1902)
- Le Fils du roi d'Irlande (1916)

Padraic Colum (8 décembre 1881 - 11 janvier 1972) est un poète, romancier, dramaturge et auteur de contes et de littérature d'enfance et de jeunesse irlandais. Il a été l'une des figures de proue de la renaissance littéraire irlandaise.

## Biographie
Le vrai nom de Padraic Colum est Patrick Collumb. Il naît dans la maison de correction où son père travaillait, dans le comté de Longford. Il est l'aîné des huit enfants de Patrick et Susan Collumb. Quand son père perd son emploi en 1889, il part aux États-Unis prendre part à la ruée vers l'or dans le Colorado. Padraic, sa  mère et ses frères et sœurs restent en Irlande. Au retour du père en 1892, la famille déménage à Glsthule, près de Dublin, où son père travaille à la gare de Sandycove et Glasthule. Son fils fréquente l'école publique locale.
Quand Susan Collumb meurt en 1897, la famille est pour un temps dispersée. Padraic et un de ses frères restent à Dublin, pendant que leur père et le reste des enfants reviennent à Longford. Colum termine l'école l'année suivante et à l'âge de dix-sept ans, passe un examen pour recevoir une place de clerc pour la chambre de compensation du chemin de fer irlandais. Il garde cet emploi jusqu'en 1903.
Pendant cette période, Colum commence à écrire et rencontre plusieurs des écrivains irlandais majeurs de l'époque, comme W. B. Yeats, Lady Gregory et George William Russell. Il rejoint aussi la Ligue gaélique. Il fréquente régulièrement la Bibliothèque nationale d'Irlande, où il rencontre James Joyce qui reste toute sa vie un de ses amis. Lors des émeutes provoquées par les représentations du Baladin du monde occidental, Colum, avec Arthur Griffith, est le meneur des manifestants, ce qui lui coûte son amitié avec Yeats. Un riche bienfaiteur américain, Thomas Kelly, lui octroie une bourse d'études de cinq ans à l'University College Dublin.
Le parti Cumann na nGaedhael lui décerne un prix pour sa pièce de théâtre contre la conscription, The Saxon Shillin'. Par le biais de ses pièces, il s'implique avec la National Theatre Society et dans la fondation de l'Abbey Theatre, écrivant plusieurs de leurs premières productions. Sa première pièce, Broken Soil (revue sous le titre de The Fiddler's House) (1903) est jouée par la W. G. Fay's Irish National Dramatic Company. The Land (1905) est l'un des premiers grands succès de ce théâtre. Il écrit une autre pièce important pour l'Abbey intitulée Thomas Muskerry (1910).
Ses premiers poèmes publiés paraissent dans The United Irishman, un journal édité par Arthur Griffith. Son premier livre, Wild Earth (1907) recueille plusieurs de ces poèmes, il est dédié à Æ. En 1911, avec Mary Gunning Maguire, une amie d'université, David Houston et Thomas MacDonagh, il fonde l'éphémère journal littéraire The Irish Review, qui publie des textes de Yeats, George Moore, Oliver St John Gogarty, et d'autres figures de la renaissance irlandaise.
En 1912, il épouse Mary G. Maguire, qui travaille dans l'école expérimentale de Pádraig Pearse, Scoil Éanna à Rathfarnam, dans le comté de Dublin. Le couple vit d'abord dans la banlieue de Dublin, Donnybrook, où ils tiennent un salon littéraire le mardi. Puis ils s'installent à Howth, un petit village de pêcheurs au nord de la capitale. En 1914, ils voyagent aux États-Unis pour une visite de quelques mois qui s'éternise sur huit ans.
En Amérique, Colum se met à l'écriture pour enfants et publie plusieurs recueils d'histoires, à commencer par Le Fils du roi d'Irlande (1916). Ce livre a pour origine le début d'une traduction d'un conte populaire irlandais depuis le gaélique, entreprise pour entretenir la langue. Après sa publication dans le New York Tribune, l'illustrateur hongrois Willy Pógany propose sa collaboration, ce qui pousse Colum à développer le conte pour tisser une longue histoire sans fin. Trois de ses œuvres pour la jeunesse reçoivent rétrospectivement des citations au Newbery Honor. Un contrat pour des livres pour enfants avec les éditions Macmillan lui assure un revenu financier pour le reste de sa vie. Parmi ses autres livres publiés, on peut citer The Adventure of Odysseus (1918) et The Children of Odin (1920), qui font connaître à la jeunesse les grands mythes.
En 1922, il reçoit aussi commande d'adapter les récits du folklore hawaiïen pour le jeune public. Colum commence aussi à écrire des romans, comme Castle Conquer (1923) et The Flying Swans (1937). Les Colum résident de 1930 à 1933 à Paris et Nice, où Padraic renoue avec James Joyce et participe à la transcription de Finnegans Wake.
Après leur séjour en France, le couple déménage à New York City, où ils enseignent à l'université Columbia et au City College of New York. Auteur prolifique, Colum publie 61 livres, sans compter ses pièces de théâtre. Il adopte la forme du théâtre Nô japonais dans ses dernières pièces.
Mary meurt en 1957 et Padraic achève son livre de souvenirs Our Friend James Joyce, sur lequel ils travaillaient ensemble, et qui est publié en 1958. Il partage sa vie entre les États-Unis et l'Irlande. En 1961, la Catholic Library Association lui décerne la Regina Medal. Il meurt à quatre-vingt-dix ans dans le Connecticut, et il est enterré au cimetière St. Fintan, à Sutton.

## Choix d'œuvres
- (1902) The Saxon Shillin' (théâtre)
- (1903) Broken Sail (théâtre)
- (1905) The Land (théâtre)
- (1907) Wild Earth (livre)
- (1907) The Fiddlers' House (théâtre)
- (1910) Thomas Muskerry (théâtre)
- (1916) The King of Ireland's Son ; traduction : Le Fils du roi d'Irlande, Gallimard Folio Junior.
- (1917) Mogu the Wanderer (théâtre)
- (1918) The Children's Homer[1], (roman) Collier Books,  (ISBN 978-0-02-042520-5)
- (1920) The Boy Apprenticed to an Enchanter[2], (Novel) The Macmillan Company
- (1920) Children of Odin: Nordic Gods and Heroes
- (1921) The Golden Fleece and the Heroes Who Lived Before Achilles[3], (roman), ill. par Willy Pogany The Macmillan company[4]
- (1923) The Six Who Were Left in a Shoe (livre pour enfants)
- (1923) Castle Conquer (roman)
- (1924) The Island of the Mighty: Being the Hero Stories of Celtic Britain Retold from the Mabinogion, ill. par Wilfred Jones, The Macmillan Company
- (1929) Balloon (théâtre)
- (1932) Poems (collected) Macmillan & Co
- (1933) The Big Tree of Bunlahy: Stories of My Own Countryside (livre pour enfants) ill. par Jack Yeats
- (1937) The Story of Lowry Maen (poème épique)
- (1943) The Frenzied Prince (recueil de contes irlandais)
- (1957) The Flying Swans (roman)
- (1958) Our Friend James Joyce (autobiographie) (avec Molly Colum)
- (1965) Padraic Colum Reading His Irish Tales and Poems (Album, Folkways Records)